# ياكوب مالي
ياكوب مالي (بالألمانية: Jakub Malý)‏ (و. 1811 – 1885 م) هو مترجم، وكاتب، وصحفي من الإمبراطورية النمساوية المجرية، والإمبراطورية النمساوية، ولد في براغ، توفي في براغ، عن عمر يناهز 74 عاماً.